# Artesuono
Artesuono Records is een Italiaans platenlabel van muziekproductiebedrijf Artesuono, gevestigd in Cavalicco (Udine). De onderneming brengt muziek uit op vier verschillende sublabels, waaronder jazz, rockmuziek en wereldmuziek. Musici die op het label uitkwamen zijn onder meer: Daniele D'Agaro (o.m. een trioplaat met Han Bennink en Alexander von Schlippenbach), Giovanni Maier, U.T. Gandhi, W.I.N.D., Rafaello Pareti en Johnny Neel.